# Balata al-Balad
Balata al-Balad (en àrab بلاطة البلد, Balāṭa al-Balad) és un suburbi de la ciutat palestina de Nablus, al nord de Cisjordània, situada 1 quilometre (0.62 mi) a l'est del centre de la ciutat. Antigament era una vila independent que fou annexada al municipi de Nablus durant l'ocupació jordana (1948–1966).

## Etimologia
El nom de la vila és Balata, nom d'una antiga vila àrab, que ha quedat preservada pels residents locals. El seu pseudònim, al-Balad (que significa «la vila»), s'usa per distingir-la del campament de refugiats palestins de Balata, que es troba a l'est i fou establert en 1950.
El nom de la vila és transcrit en els escrits d'Eusebi de Cesarea (m. circa 339) i Jeroni d'Estridó (m. 420), com a Balanus o Balata. En les cròniques samaritanes el seu nom és transcrit com a Balata («un paviment de lloses de pedra planes») i Xajr al-Khayr ("arbre de la gràcia"). En els escrits del geògraf sirià Yaqut al-Hamawí (m. 1229) el nom és transcrit com al-Bulāṭa.
Una teoria afirma que balata és una derivació de la paraula aramea Balut, que vol dir «gla» (o en àrab, «roure»), mentre que una altra teoria sosté que deriva de l'època romana d'Orient, del grec platanos, que vol dir «pistatxer», un tipus d'arbre que creixia al voltant de la font del poble.

## Localització
Actualment és un suburbi de la ciutat de Nablus, al sud de Tell Balata, i abasta aproximadament un terç del tel. La part edificada comprenia 2.5 hectàrees (25 dúnams) en 1945, i es va incrementar a més de 10 hectàrees (100 dúnams) en 1980. A l'est, és una vasta planura, i els camins que van d'est a oest que porta a terme a través del pas de Jerusalem a Nablus i a la costa, i el camí fins al nord-est al voltant del Mont Ebal que condueix a Wadi Fa'rah i el gual del Jordà a Jisr al-Damiyah.

## Història
Balata és un poble en un lloc antic, i té cisternes i canals antics.
La història del poble està lligada al pou de Jacob i a la tomba de Josep. Benjamí de Tudela (m. 1173), que va visitar el lloc en el segle xii, el situa a «una distància de sàbat de Siquem,» i diu que conté el sepulcre de Josep. Yaqut al-Hamawí (m. 1229) va escriure que era «un poble del districte de Nablus a Filastin. Els jueus diuen que va ser aquí que Nimrud (Nimrod) Ibn Ka'an va tirar Abraham al foc; els erudits, però, diuen que això va ocórrer a Babel (Babilònia), a l'Iraq -i només Déu coneix la veritat–. No és aquí la deu anomenada Ain al Khidr. Yusuf (Josep) com Sadik -la pau sigui amb ell! - va ser enterrat aquí, i la seva tomba és ben coneguda, situada sota l'arbre.»
L'església construïda entorn al pou de Jacob i les terres del poble de Balata va pertànyer a les monges benedictines de Betània al segle xii. Documentació escrita del temps de les Croades indica que Balata, també coneguda com a Balathas, era un assentament franc.

### Època otomana
Balata al-Balad, com la resta de Palestina, fou incorporada a l'Imperi Otomà en 1517, i en el cens de 1596 la vila apareix amb el nom Balata pertanyent a la nàhiya o subdistricte de Jabal Qubal al liwà o districte de Nablus. Tenia una població de 34 llars, totes musulmanes. Pagaven un impost de taxa fixa de 33,3% per als productes agrícoles com blat, ordi, cultius d'estiu, oliveres, cabres i ruscs, a més dels ingressos ocasionals; un total de 5.200 akçe.
En 1870 Victor Guérin hi va trobar una vila petita amb unes 20 cases. Tenia moltes aigües, que es distribuïen als camps en un canal, amb «belles rajoles antigues.» En 1882 el Survey of Western Palestine del Fons per a l'Exploració de Palestina descrivia Balata com un petit vilatge a la vall, de cases baixes, vora una bella font. A l'est hi havia figues i mores.
Un informe de Conrad Schick del 1900 per al Fons per a l'Exploració de Palestina descriu Balata com un vilatge compost per un grapat de cabanes envoltades de jardins que es trobava a l'oest del pou de Jacob i el seu complex d'església en aquell moment en ruïnes.

### Època del Mandat Britànic
En el cens de Palestina de 1922 elaborat per les autoritats del Mandat Britànic, Balata tenia 461 habitants, tots musulmans, incrementada en el cens de 1931 a 574; 6 cristians i 568 musulmans, en un total de 114 llars.
Segons un cens de terra i població de 1945, Balata tenia 770 àrabs, amb un total de 3,000 dúnams de terra, que vivien en una àrea construïda de 25 dúnams. De la terra, 95 dúnams eren plantacions i terra de rec, mentre que 1.832 dúnams eren usats per a cereals.

### Època moderna
Després de la guerra araboisraeliana de 1948, hi fou establert el camp de refugiats palestins de Balata directament adjacent a la vila en 1950. La seva població és significativament més gran que la de la localitat de Balata. Durant la Primera Intifada, sempre que el camp de refugiatsera posat sota toc de queda per les autoritats d'ocupació d'Israel, també ho era el poble.
El poble conté una antiga mesquita, cinc escoles i la font del poble, que va servir com a font principal d'aigua, que es coneix com a Ain el-Khidr. L'educació i els serveis mèdics en el camp de refugiats de Balata són proporcionats per l'UNRWA, mentre que l'electricitat i el subministraments d'aigua corrent eren sovint irregular, el camp tenia millors serveis públics que el poble de Balata, que no tenia aigua corrent, i depenia dels generadors privats d'electricitat i l'educació i serveis mèdics de gestió israeliana, fins després de la establiment de l'Autoritat Nacional Palestina després de la signatura dels Acords d'Oslo en 1993.
USAID patrocina un programa insígnia d'implicar la Societat de Donse de Balata Al-Balad al poble que busca incrementar la coordinació entre les organitzacions basades en la comunitat i el Ministeri de Salut palestí per millorar la prestació de serveis d'atenció de la salut.

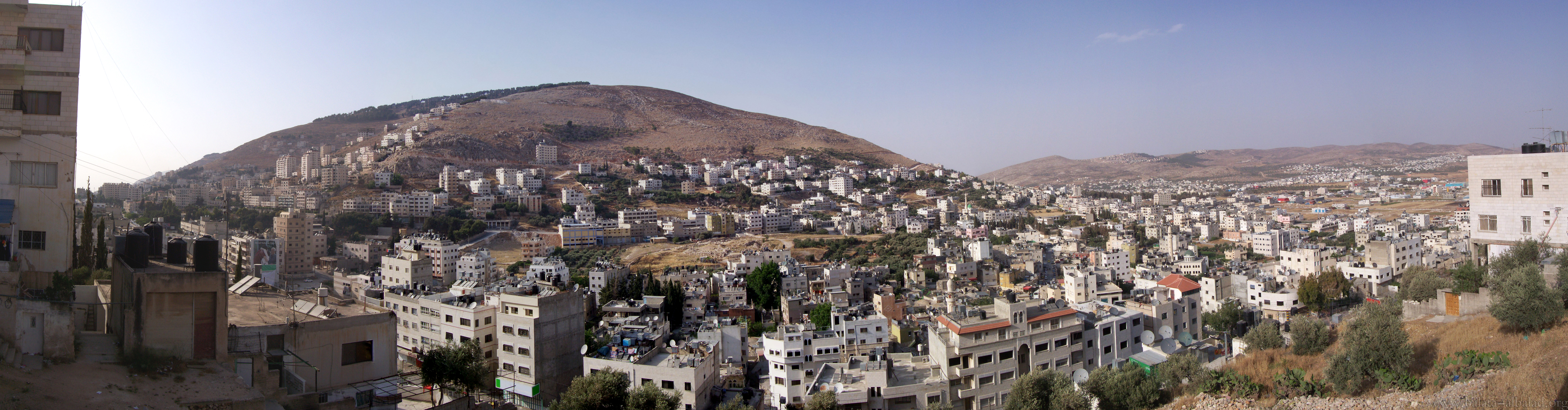
Panorama de Balata Al-Balad